# Миленијумски циљеви развоја
Миленијумски циљеви развоја чине осам циљева које су свих 191 земаља чланица Уједињених нација договориле да покушају да остваре до 2015. године. Џон Болтон је први користио овај термин као амбасадор Америке при УН-у постављајући списак потребних амандмана на Светском самиту одржаном септембра 2005. у Њујорку.

## Циљеви
Миленијумска декларација Уједињених нација, потписана септембра 2000, обавезује потписнице на:

### 1. Искорењивање екстремног сиромаштва и глади
- Смањење на пола броја људи који живе са мање од једног долара дневно.
- Смањење на пола броја људи који пате од глади.
- Повећање количине хране за оне који пате од глади.

### 2. Постизање универзалног основног образовања
- Осигурвање да сва деца имају бар основно образовање.
- Повећан упис ђака мора бити праћен напорима да се осигура да сва деца остану у школи и стекну висококвалитетно образовање.

### 3. Промовисање једнакости полова
- Елиминисање неједнакости полова у основном и средњем образовању по могућству до 2005, и на свим нивоима до 2015.

### 4. Смањење смртности код деце
- Смањење на две трећине степен смртности међу децом млађом од пет година.

### 5. Побољшање здравља мајки
- Смањење на три четвртине степен смртности међу мајкама.

### 6. Борба против ХИВ/сиде, маларије, и других обољења
- Заустављање и смањење ширења ХИВ/сиде.
- Заустављање и смањење ширења маларије и других опасних обољења.

### 7. Обезебеђење еколошке одрживости
- Интегрисање принципа одрживог развоја у политике и програме држава; смањење губитка природних ресурса.
- Смањење на пола броја људи без сталбог приступа пијаћој води.
- Постизање значајноих побољшања услова живота за отприлике 100 милиона бескућника, до 2020.

### 8. Стварање глобалног партнерства за развој
- Даљи развој либералног тржишта и финансијских система, предвидивих и недискриминаторских. Укључује обавезу за добро управљање, развој и смањење сиромаштва - на националној и међународној основи.
- Упућивање на посебне потребе најнеразвијенијих земаља. Ово укључује бесцарински систем за шихове производе; смањење дуга високозадуженим земљама; укдање званичног билатералбог дуга; и већа званична помоћ при развоју за земље које су се обавезале на смањење сиромаштва.
- Упућивање на посебне потребе држава унутар копна и малих острвских држава.
- Свеобухватно бављење проблемом дуга земаља у развоју народним и међународним мерама како би враћање дуга било одрживо на дуже стазе.
- У сарадњи са земљама у развоју, стварање пристојног и продуктивног посла за младе.
- У сарадњи са фармацеутским компанијама, обезбеђивање приступа у складу са средствима земаља у развоју.
- У сарадњи са приватним сектором, обезбеђивање приступа погодностима савремених технологија нарочито информационих и комуникационих.

### Они који су испунили циљеве
По подацима ОУН Боливарска република Венецуела прва је испунила све миленијумске циљеве.